# Niger i olympiska sommarspelen 1964
Niger deltog med en deltagare vid de olympiska sommarspelen 1964 i Tokyo. Landets deltagare erövrade ingen medalj.

## Boxning
- Issaka Daborg